# Until It's Time for You to Go
Until It's Time for You to Go (Hasta que sea el tiempo de irte) es una balada compuesta por la cantante folk Buffie Saint-Marie que se convirtió en un éxito de Elvis Presley,  a quien era un tema que le gustaba especialmente y lo grabó en 1971, editándose posteriormente a través de RCA como disco single junto a la canción We Can Make The Morning como adelanto al lanzamiento del álbum Elvis Now.  El disco sencillo vendió una cifra de alrededor de 300.000 copias y llegó al puesto # 40 de la lista de Billboard.  En las listas del Reino Unido la canción tuvo un éxito mayor alcanzando el puesto # 5 y permaneciendo en la lista durante 4 semanas. 

## Grabación
El tema fue grabado por Elvis en dos sesiones de grabación diferentes durante el año 1971 en el legendario Estudio B de la RCA en Nashville, Tennessee, donde la primera grabación se daría en mayo, aunque la versión definitiva para el sencillo provino del 8 de Junio de 1971. La espontaneidad y frescura de la grabación de Elvis quedó en esta grabación limitada por los arreglos de instrumentación que se esforzó por implementar el productor Felton Jarvis, El estilo interpretativo de Elvis no requería prácticamente de arreglos y el éxito musical de sus grabaciones radicaba en la potencia de la naturalidad, por lo cual al recargar las canciones con arreglos prolíficos, dicha cualidad se perdía, pese a que en el entorno de Presley nadie se animaba a plantearle a Jarvis que el motivo principal de que el sencillo no tuviera las ventas que esperaban, era motivado por precisamente la tendencia a tapar con capas de instrumentos de viento la interpretación de Presley.
Elvis realizó unas diez tomas de la pieza y fue precisamente la toma # 10 la que había sido extraída como máster originalmente, sin embargo finalmente se editó otra de las tomas con unos segundos menos de duración. 
Elvis volvería a grabar el tema aunque no en estudio sino en vivo durante su gira de 1972 por los Estados Unidos, en este caso durante la tarde del 10 de junio, en una de sus presentaciones en el estadio Madison Square Garden de New York. 

### Músicos de la versión en vivo
- Elvis Presley - voz
- James Burton - guitarra eléctrica líder
- John Wilkinson - guitarra eléctrica rítmica
- Charlie Hodge - guitarra acústica rítmica
- Jerry Scheff - bajo
- Glen Hardin . piano
- Ronnie Tutt . batería
- Kathy Westmoreland - coros soprano
- The Sweet Ispirations - coros
- J. D. Summer & The Stamps - coros
- Joe Guercio y su orquesta

## Letra
La letra consta de tres estrofas y un puente y en ella se hace mención de una sincera declaración de amor de una pareja, donde se plantean ver la realidad sin caer en el romanticismo idílico del cuento de hadas. Es aquí que ésta hace alusión a algo que Elvis siempre había planteado incluso a sus mismos fanes cuando se referían a él como un rey "No soy un rey, soy un hombre, toma mi mano".  
You're not a dream, you're not an angel, you're a woman
I'm not a king, just a man, take my hand
We'll make a space in this lives that we planned

And here we'll stay until it's time for you to go

## Listas
| Listas                    | Posición alcanzada |
| ------------------------- | ------------------ |
| Canadá                    | 12                 |
| Record World              | 38                 |
| UK Official Singles Chart | 5                  |
| USA Billboard Hot 100     | 40                 |

## Ventas y ediciones
Debido a que en Estados Unidos no existe un organismo que mida las ventas globales de cada artista musical, este sencillo sería otro de los tantos discos de Elvis que alcanzaría un número considerable de ventas, unas 300.000 copias en este caso, que pasarían a ser descartadas en la contabilización general de los discos vendidos de Elvis, debido al método de contabilización del que dispone la RIAA, el organismo encargado de certificar las ventas de discos en ese país. La RIAA solo contabiliza aquellas ediciones que han alcanzado ventas suficientes como para ser certificadas como discos de oro, platino, multiplatino o incluso diamante, descartando las cifras que no alcanzan como mínimo unas 500.000 copias vendidas como de Until It's Time For You To Go. Si bien este parámetro se aplica a todos los artistas de la música, quien se vió más afectado al respecto ha sido Elvis Presley debido a que tanto durante la vida del artista como póstumamente, sus más de 700 grabaciones se han compilado por la compañía RCA en una gran diversidad de nuevos álbumes los cuales comenzaron a ser contabilizados desde cero tras su edición, pese a contener los mismos temas que en otros trabajos, 
Until It's Time For You To Go se editó entre 1972 y 1975 en al menos cuatro ediciones diferentes.  En New Zaeland y Australia la canción se editó en el exitoso álbum doble compilado de 1975 Elvis in the 70s - 28 Great Songs que alcanzó el puesto # 9 en las listas neozelandesas. 

### Ediciones
- Until It's Time For You To Go / We Can Make The Morning (sencillo) RCA 1972
- Elvis Now (álbum) RCA 1972
- Fanfare Hit Parade (álbum compilado con diversos artistas)  Fanfare 1972 [11]
- Elvis in the 70s - 28 Great Songs (álbum doble) RCA Víctor 1975 [10]